# 一百萬邊形
在幾何學中，一百萬邊形指有1,000,000條邊和1,000,000個頂點的多邊形。

## 正一百萬邊形
一個正一百萬邊形的每個內角為179.99964°。
一個單位圓的內接正一百萬邊形的周長為：
{\displaystyle 2000000\sin {\frac {\pi }{1000000}}}
結果十分接近於{\displaystyle 2\pi }。實際上，與地球大小的圓形之圓周（40075公里）相比，它的內接正一百萬邊形的周長与它相差不到1/16毫米。
這個形狀對角線有499998500000條。
如同笛卡爾一千邊形的例子，一百萬邊已被用來作為不能被可視化的明確定義的概念的說明。